# 艾惟诺
艾惟诺（英語：Aveeno）是美国强生公司旗下的护肤品牌。

## 历史
1945年由Sidney与Albert Musher两兄弟创建。1999年被美国强生公司收购。2000年开始生产各个系列的婴儿用品。